# Frank Wiedensee

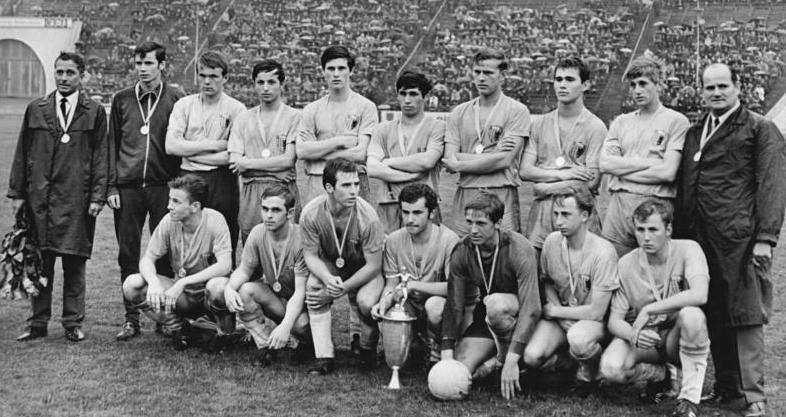
Frank Wiedensee (vordere Reihe, Mitte, mit Pokal) im Jahr 1968

Frank Wiedensee (* 27. Oktober 1949) ist ein ehemaliger deutscher Fußballspieler. In der DDR-Oberliga, der höchsten Spielklasse im DDR-Fußball, spielte er für den FC Karl-Marx-Stadt. Er ist mehrfacher DDR-Juniorennationalspieler.

## Sportliche Laufbahn
Bis 1968 spielte Frank Wiedensee in der Juniorenmannschaft des FC Karl-Marx-Stadt (FCK). Mit der Juniorennationalmannschaft bestritt er zwischen 1967 und 1968 acht Länderspiele, in denen er zunächst als Stürmer, später als Mittelfeldspieler eingesetzt wurde und ein Tor erzielte. In der Oberligamannschaft des FCK bestritt Wiedensee seine ersten Spiele in der Saison 1968/69. Er kam in der Rückrunde in acht Punktspielen hauptsächlich im Mittelfeld zum Einsatz und erzielte auch sein erstes Oberligator. Für die Saison 1969/70 wurde er zwar offiziell für die Oberliga nominiert, wurde dort aber nicht eingesetzt. Stattdessen spielte er mit der 2. Mannschaft in der drittklassigen Bezirksliga, mit der er Bezirksmeister wurde. Die 1. FC-Mannschaft stand am Saisonende als Absteiger fest und musste 1970/71 in der zweitklassigen DDR-Liga spielen. Wiedensee spielte weiter überwiegend in der Bezirksligamannschaft und war mit nur drei Einsätzen und einem Tor am sofortigen Wiederaufstieg der 1. Mannschaft beteiligt. Auch in der Spielzeit 1971/72 änderte sich an seiner Situation nichts. In der Oberliga wurde er nur neunmal eingesetzt und erzielte wieder sein obligatorisches Tor. Mit dem FCK II wurde er erneut Bezirksmeister, was diesmal zum Aufstieg in die DDR-Liga führte.
Für die Saison 1972/73 wurde Wiedensee zum Kapitän der DDR-Liga-Mannschaft berufen. Mit ihr bestritt er 15 der 22 Punktspiele und kam zu vier Toren. In der Oberliga spielte er nicht. 1973/74 spielte er weder in der Oberliga noch in der DDR-Liga. Die 2. Mannschaft des FCK stieg 1974 wieder in die Bezirksliga ab, schaffte aber mit Wiedensee umgehend den Wiederaufstieg. In der Spielzeit 1975/76 schaffte es Wiedensee endlich zum Oberliga-Stammspieler. Nach zunächst vier Einsätzen in der DDR-Liga wurde er am 7. Spieltag erstmals nach drei Jahren wieder in einer Oberligabegegnung eingesetzt und bestritt danach bis auf eine Partie die restlichen 20 Punktspiele. Überwiegend auf der rechten Angriffsseite aufgeboten, erzielte er zwei Tore. In der folgenden Saison 1976/77 übernahmen zunächst Hartmut Rauschenbach, später Peter Müller Wiedensees Position, sodass dieser in den Status eines Ersatzspielers zurückfiel und nur zu 14 torlosen Einsätzen kam. Die 2. Mannschaft war inzwischen aufgelöst worden. An Wiedensees Lage änderte sich auch 1977/78 und 1978/79 nichts, er wurde nur in sieben (1 Tor) bzw. acht (torlos) Oberligaspielen aufgeboten. Im Sommer 1979 verließ er den FC Karl-Marx-Stadt und schloss sich dem DDR-Ligisten Motor Fritz Heckert Karl-Marx-Stadt an. Dort bestritt er noch die beiden Spielzeiten 1979/80 und 1980/81, in denen er jeweils alle 22 Punktspiele absolvierte und insgesamt sechs Tore erzielte. Anschließend beendete er im Alter von 31 Jahren seine Laufbahn im Leistungsfußball. Von 1969 bis 1981 war er damit auf 65 Oberligaspiele mit fünf Toren und 66 DDR-Liga-Spiele mit zwölf Toren gekommen.